# Guy Sols
Guy Sols (Lommel, 21 juli 1955) is een voormalig Vlaams volksvertegenwoordiger.

## Levensloop
Sols werd beroepshalve advocaat.
Als lid van de PVV en de VLD werd hij gemeenteraadslid en van 1983 tot 1988 schepen van Jeugd en Middenstand van Leopoldsburg. Tevens was hij provincieraadslid van Limburg.
In januari 2002 volgde hij wijlen Freddy Feytons op als Vlaams volksvertegenwoordiger voor de kieskring Hasselt-Tongeren-Maaseik. Op 6 juni 2003 eindigde zijn mandaat in het Vlaams Parlement, nadat partij- en streekgenoot Jaak Gabriels diezelfde dag ontslag had genomen uit de Vlaamse regering. Enkele dagen later, op 10 juni 2003, werd hij opnieuw Vlaams volksvertegenwoordiger, toen de Limburgse VLD'er Marino Keulen de eed aflegde als Vlaams minister. Hij bleef Vlaams Parlementslid tot juni 2004.